# Cachiyacuy contamanensis
Cachiyacuy contamanensis es una extinta especie de roedor de pequeño tamaño que vivió durante el Eoceno en Suramérica hace aproximadamente 41 millones de años. Fue encontrado al norte de Perú en la Formación Yahuarango. Se estima que su masa corporal era de aproximadamente entre 80 - 120 g.

## Descripción
Cachiyacuy contamanensis (masa corporal estimada en 80-120 g) es aproximadamente un 30% más grande que C. kummeli. Se diferencia de C. kummeli en tener molares superiores con cúspides generalmente bucales y estilos más marcados, y molares inferiores que a veces desarrollan crestas de esmalte accesorias.

## Etimología
Se refiere a la procedencia geográfica de los ejemplares, cerca de la ciudad de Contamana.